# کیندبینگره
کیندبینگره شهری در شهرستان کومبیسیری در استان بازگا در بورکینافاسوی مرکزی است و جمعیت آن ۴۲۱ نفر است.